# Fannia flavipalpis
Fannia flavipalpis är en tvåvingeart som beskrevs av Stein 1911. Fannia flavipalpis ingår i släktet Fannia och familjen takdansflugor. Inga underarter finns listade i Catalogue of Life.